# Bitwa pod Janowem (VII 1920)

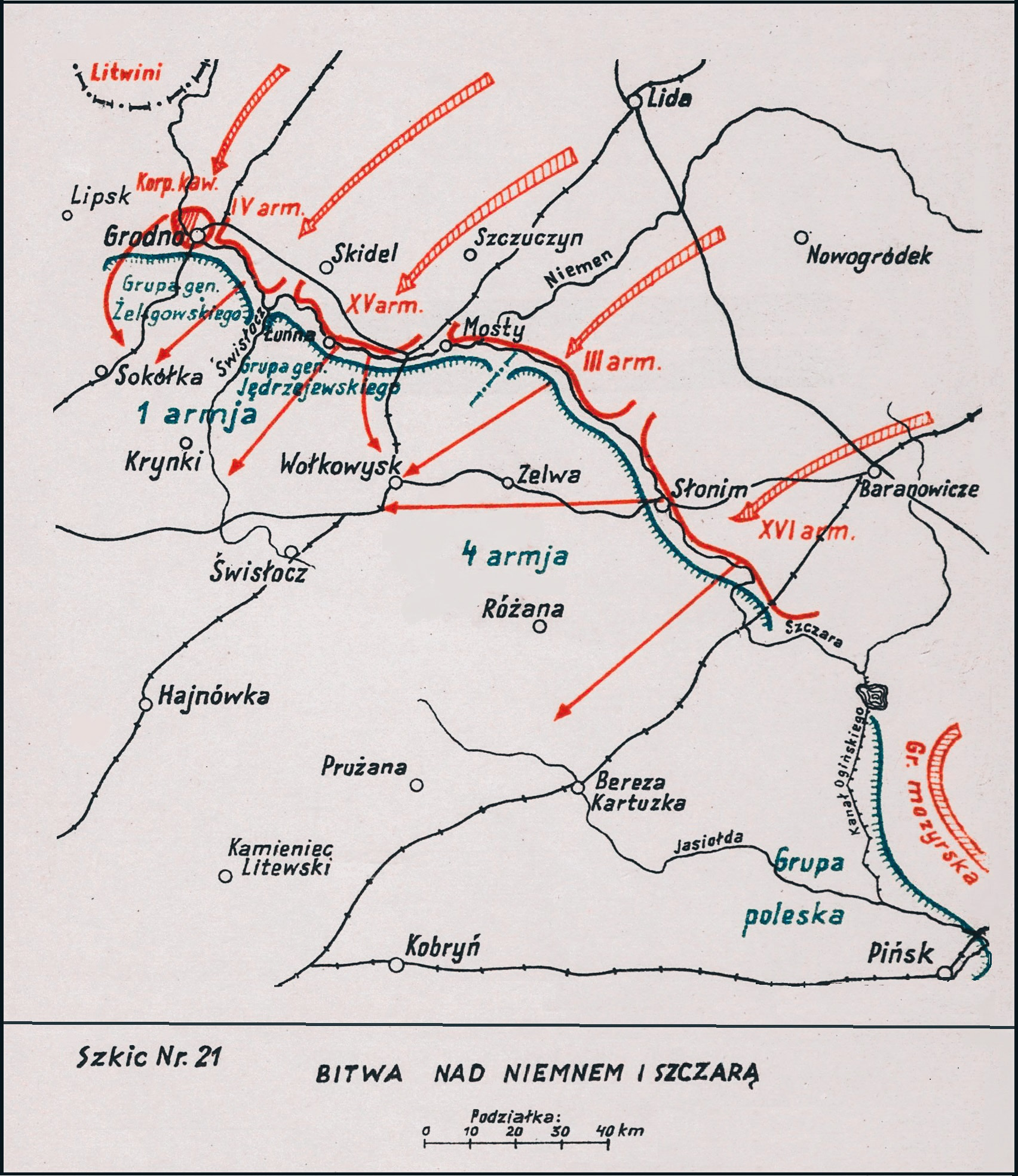
Adam Przybylski
Wojna Polska 1918–1921

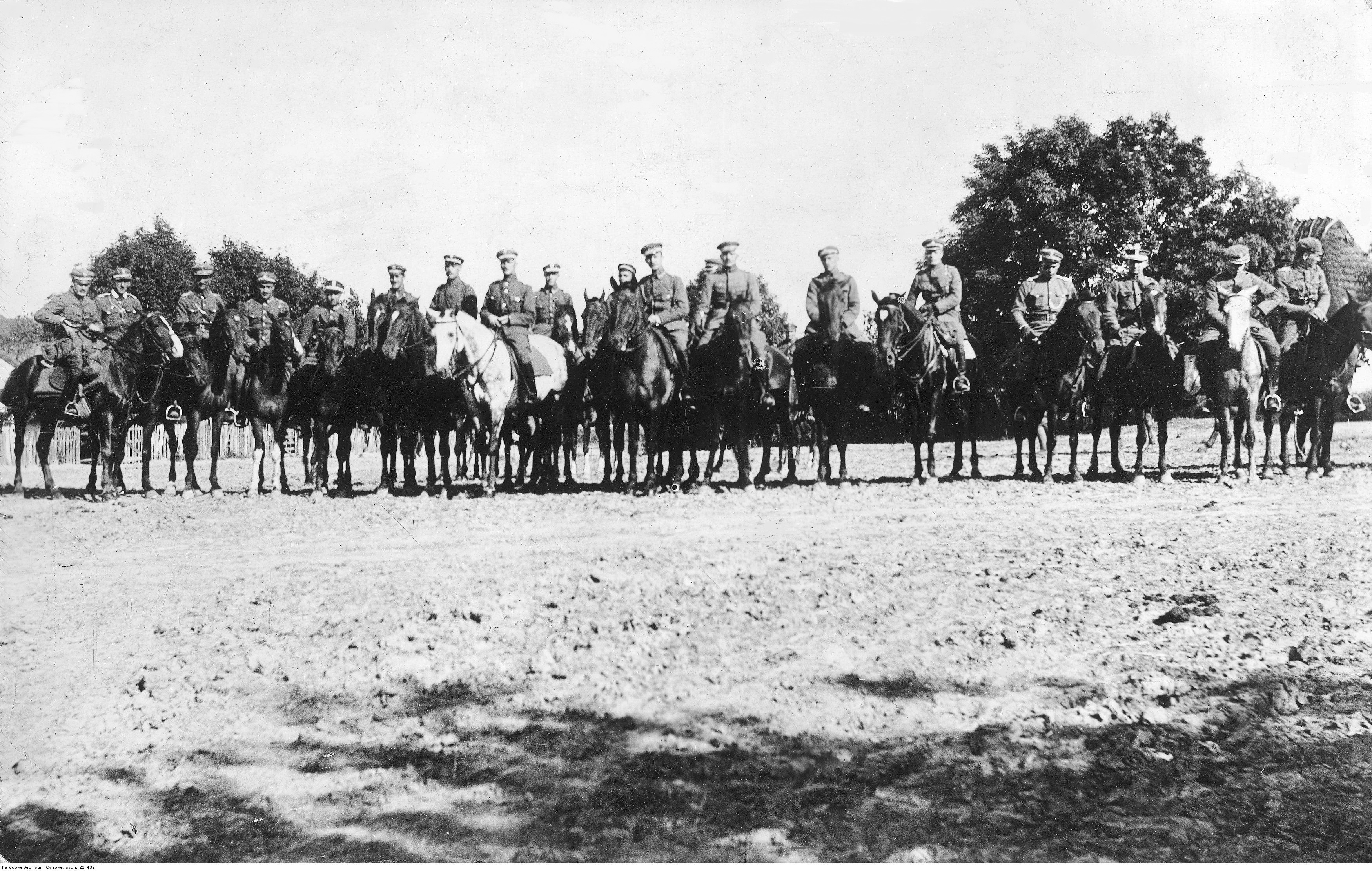
Kawaleria z czasów wojny polsko-sowieckiej

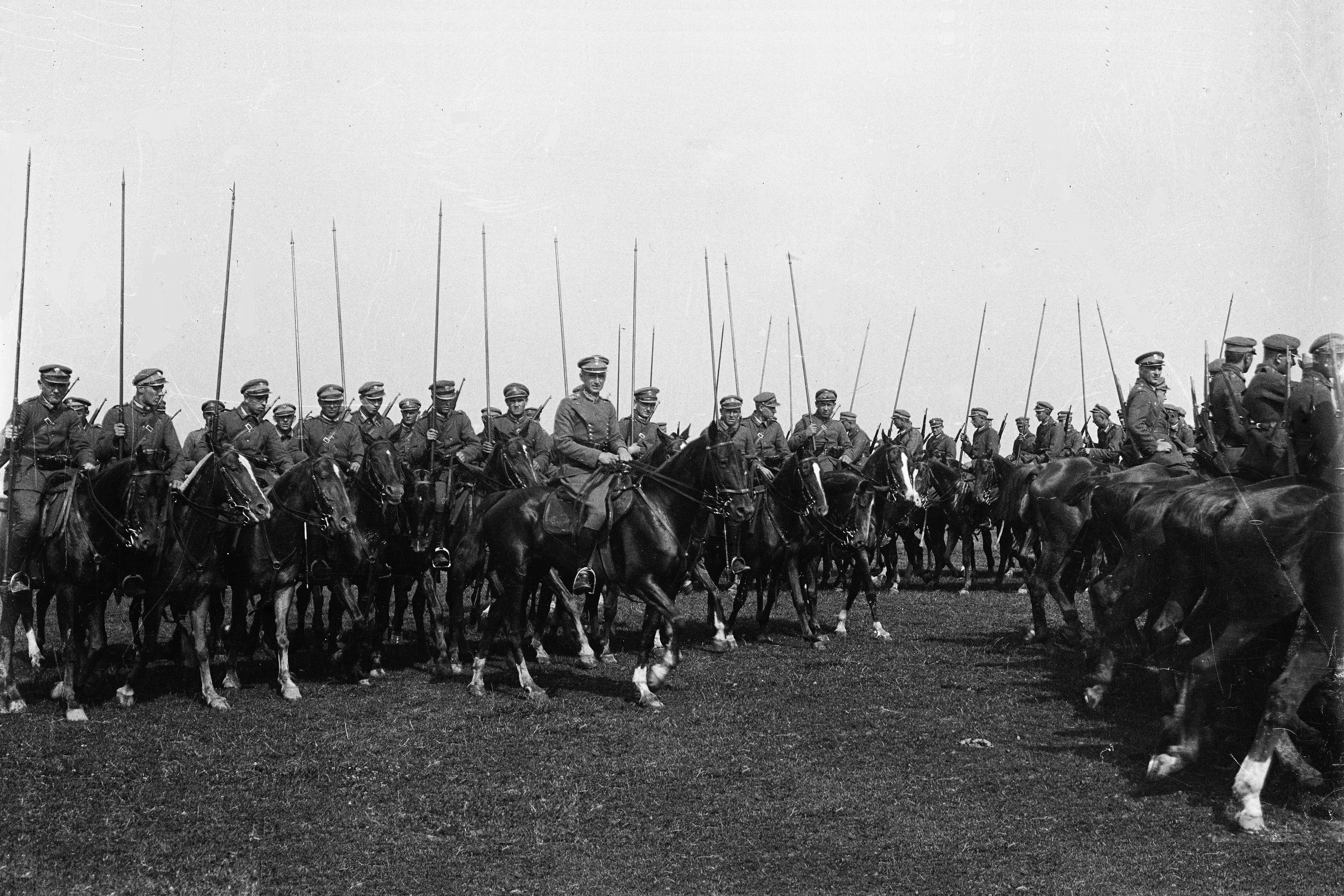
Szwadron kawalerii konno z lancami.

Bitwa pod Janowem – walki polskiego 13. pułku ułanów ppłk. Mścisława Butkiewicza z oddziałami sowieckiej 15. Dywizji Kawalerii w czasie lipcowej ofensywy Frontu Zachodniego Michaiła Tuchaczewskiego w okresie wojny polsko-bolszewickiej.

## Sytuacja ogólna
W pierwszej dekadzie lipca przełamany został front polski nad Autą, a wojska Frontu Północno-Wschodniego gen. Stanisława Szeptyckiego cofały się pod naporem ofensywy Michaiła Tuchaczewskiego.
Naczelne Dowództwo nakazało powstrzymanie wojsk sowieckiego Frontu Zachodniego na linii dawnych okopów niemieckich z okresu I wojny światowej.
Sytuacja operacyjna, a szczególnie upadek Wilna i obejście pozycji polskich od północy, wymusiła jednak dalszy odwrót.
Gen. Szeptycki wydał rozkaz dalszego odwrotu. 1 Armia gen. Gustawa Zygadłowicza cofała się nad Niemen, 4 Armia nad Szczarę, a Grupa Poleska na Kanał Ogińskiego i Pińsk.
Dyrektywa Naczelnego Wodza z 18 lipca ujmowała: Przy zgrupowaniu na linii Niemna i Szczary należy wziąć pod uwagę, że lewe skrzydło musi być najsilniejsze, że musimy Linię Niemna i Grodno koniecznie utrzymać. Utrata linii Niemna odkryłaby najkrótszy kierunek Warszawy i uniemożliwiłaby utrzymanie linii Narwi. Odepchnięcie naszych linii na Polesiu lub na Szczarze mniej szkodliwe.
Na linii rzek Niemen i Szczara zamierzano powstrzymać marsz nieprzyjaciela, skoncentrować nad Bugiem zgrupowanie wojsk i uderzyć na lewe skrzydło frontu Tuchaczewskiego.
23 lipca we wczesnych godzinach rannych 3 Korpus Kawalerii Gaja Gaja rozpoczął przeprawę przez Niemen. Jego 15 Dywizja Kawalerii zajęła Nowy Dwór i zagroziła tyłom grupy gen. Lucjana Żeligowskiego.

## Walki pod Janowem
24 lipca 3 Korpus Kawalerii Gaja Gaj wszedł w rejon Kuźnicy. Jego 15 Dywizja Kawalerii parła na Sokółkę.
Dowódca dywizji nie zdecydował się jednak na natarcie z marszu i skoncentrował swoje oddziały w rejonie Racewa.
W tym czasie 13 pułk ułanów ppłk. Mścisława Butkiewicza z półbaterią artylerii konnej osłaniał odwrót 10. Dywizji Piechoty znad Niemna.
24 lipca pułk wyruszył ze Starej Kamionki w kierunku Janowa. Po forsownym marszu dotarł w nakazany rejon i uzupełniał swoje szwadrony resztkami rozbitego pod Grodnem 113. pułku ułanów. W trakcie prac organizacyjnych ubezpieczenia zameldowały o nadciągającej kolumnie 15. Dywizji Kawalerii.
Dowódca pułku nakazał wycofanie z miejscowości taborów i artylerii. Ochraniać je miał 3 szwadron.
Maszerującą w kierunku na Osowiec kolumnę zaatakowała sowiecka kawaleria. Pierwszą szarżę odparły karabiny maszynowe i artyleria strzelająca na wprost. Równocześnie ppłk Butkiewicz poprowadził na nieprzyjacielskie skrzydło szarżę siłami 1. i 2. szwadronów. Zmusiło to czerwonoarmistów do odwrotu.
Późnym popołudniem pododdziały 13. pułku ułanów zaatakowała kolejna brygada sowieckiej 15. DK. Zacięte walki przerodziły się w szereg indywidualnych pojedynków na białą broń. W walce wręcz dowódca polskiego pułku ppłk Butkiewicz pokonał i ciężko ranił dowódcę sowieckiej brygady kawalerii. Także polscy ułani uzbrojeni w lance odnosili duże sukcesy w walce, a przeciwnik wobec tego rodzaju broni był bezradny. Po kilku godzinach zapadający zmrok zmusił obie strony do przerwania walki.

## Bilans walk
W bitwie pod Janowem 13 pułk ułanów stracił około 200 poległych, rannych i zaginionych. W swoich wspomnieniach dowódca sowieckiego 3 Korpusu Kawalerii Gaja Gaj napisał o „wycięciu” całego polskiego pułku.
Boje pod Janowem i Sokółką powstrzymały na pewien czas marsz na zachód Korpusu Kawalerii Gaja.